# Gennadij Logofet
Gennadij Olegovič Logofet (in russo Геннадий Олегович Логофет?; Mosca, 15 aprile 1942 – Mosca, 5 dicembre 2011) è stato un allenatore di calcio e calciatore sovietico, di ruolo difensore.

## Carriera
Vinse per due volte il campionato sovietico (1962, 1969) e per tre volte la Coppa nazionale (1963, 1965, 1971).
Con la Nazionale sovietica ha disputato sia gli Europei del 1968 in Italia sia i Mondiali del 1970 in Messico.

## Palmarès

### Giocatore

#### Competizioni nazionali
- Campionato sovietico: 2

Spartak Mosca: 1962, 1969
- Coppa dell'Unione Sovietica: 3

Spartak Mosca: 1963, 1965, 1971